# Massiccio del Soreiller
Il Massiccio del Soreiller (in francese Massif du Soreiller) è un gruppo montuoso appartenente al Massiccio degli Écrins.
La montagna più alta del massiccio è l'Aiguille du Plat de la Selle.

## Collocazione
Il massiccio è collocato tra la Brèche du Râteau (valico che lo separa a nord da Le Râteau) e la valle del Vénéon (a sud).

## Classificazione
Secondo la SOIUSA il massiccio è un gruppo alpino con la seguente classificazione:
- Grande parte = Alpi Occidentali
- Grande settore = Alpi Sud-occidentali
- Sezione = Alpi del Delfinato
- Sottosezione = Massiccio degli Écrins
- Supergruppo = Catena Meije-Râteau-Soreiller
- Gruppo = Massiccio del Soreiller
- Codice =  I/A-5.III-B.9

## Montagne

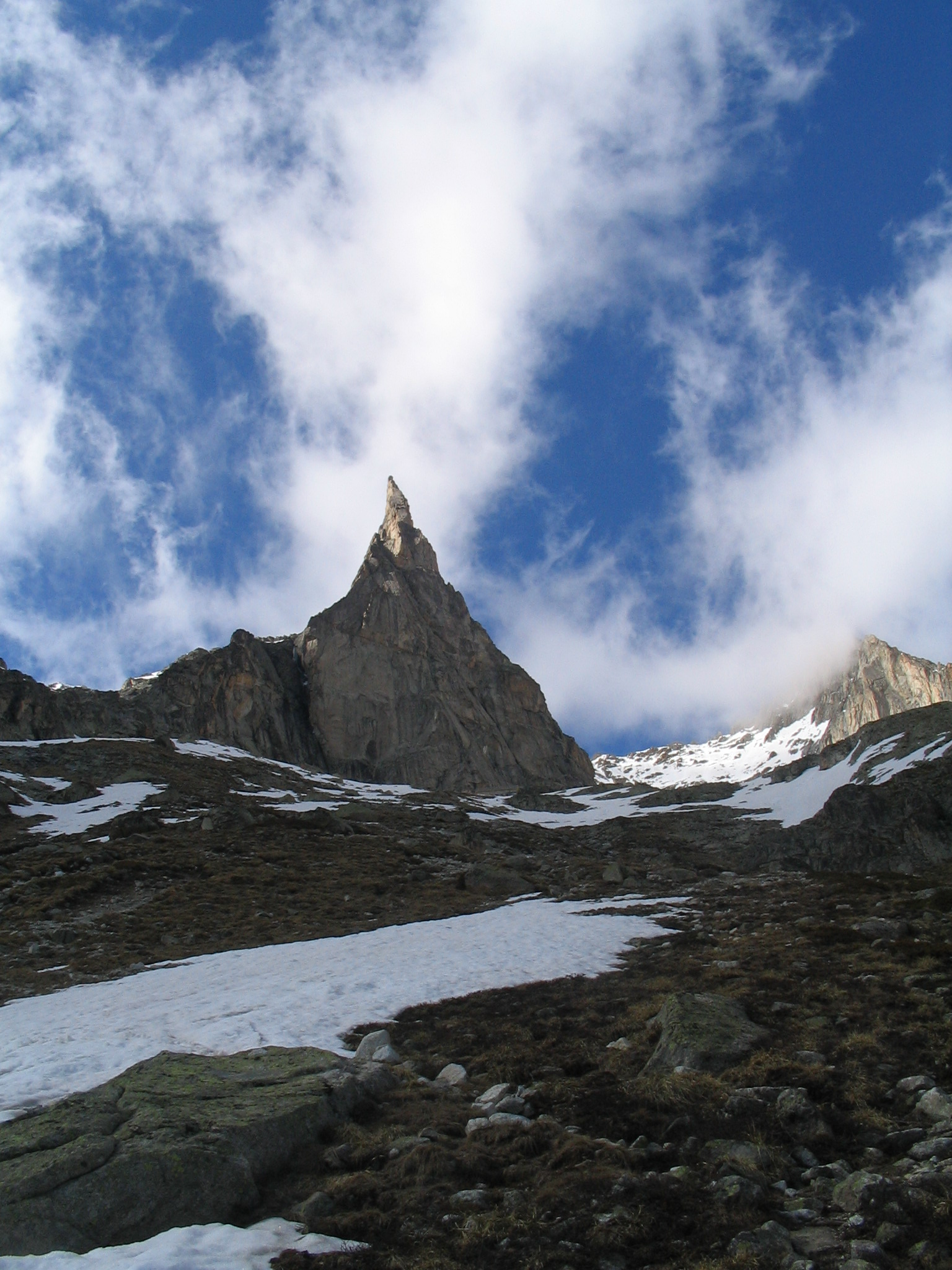
L'Aiguille Dibona.

Le montagne principali appartenenti al massiccio sono:
- Aiguille du Plat de la Selle - 3.596 m
- Le Plaret - 3.563 m
- Tête de la Gandolière - 3.542 m
- Dôme de la Gandolière - 3.495 m
- Tête du Replat - 3.442 m
- Pic Geny - 3.435 m
- Tête du Rouget - 3.418 m
- Aiguille Orientale du Soreiller - 3.382 m
- Aiguille Centrale du Soreiller - 3.338 m
- Pointe d'Amont - 3.338 m
- Aiguille de la Gandolière - 3.324 m
- Aiguille Occidentale du Soreiller - 3.280 m
- Aiguille Dibona - 3.131 m
- Tête de la Maye - 2.518 m